# Zwangsheirat
Zwangsheirat oder Zwangsehe bezeichnet eine Eheschließung, die gegen den Willen eines oder beider Heiratenden stattfindet – im Unterschied zur nur arrangierten Heirat, die zwar von Verwandten veranlasst oder von Ehevermittlern arrangiert wird, aber im Einverständnis mit dem Brautpaar stattfindet.
Als eine weitere Form der Zwangsehe gilt die Kinderheirat, da sie vor dem Erreichen der Ehemündigkeit eines der beiden Ehepartner abgeschlossen wird. Zu unterscheiden ist die Zwangsheirat von der Scheinehe, die sowohl unter Zwang, als auch in gegenseitigem Einvernehmen auf geschäftlicher Grundlage stattfinden kann.

## Abgrenzung zur arrangierten Heirat
Formal liegt eine Zwangsheirat vor, wenn einer der Partner mit der Verheiratung nicht einverstanden ist und seine Zustimmung nicht gegeben hat oder sich genötigt fühlt.
Die Abgrenzung der Zwangsheirat zur arrangierten Ehe ist fließend, weil es letztlich der subjektiven Einschätzung der Beteiligten unterliegt, was als Zwang empfunden wird. Eine Heirat ist eine wichtige Lebensentscheidung. Von außen herangetragene Erwartungen und sozialer Druck können die Stresssituation so verstärken, dass oft nicht objektiv festgestellt werden kann, ob Zwang oder Nötigung vorliegen. In Deutschland werden Zwangsehen seit 2011 in § 237 StGB definiert und unter Strafe gestellt.
Wenn die Betroffenen sich weigern, die für sie bestimmte Heirat einzugehen, sind sie oft Repressionen durch Mitglieder der eigenen Familie ausgesetzt, zum Beispiel Beschimpfungen, Drohungen, Prügel oder sogar Mord (so genannte Ehrenmorde). Der Begriff der Shotgun Wedding (Schrotgewehrheirat), einer aufgrund einer ungeplanten Schwangerschaft durch den Vater der Braut erzwungenen Heirat, gehört zur US-amerikanischen Folklore.

## Bewertung von Zwangsheirat
Bei der Definition und Bewertung des Phänomens Zwangsheirat zeigen sich drei verschiedene Grundpositionen, die in der Ethnosoziologie und anderen Sozialwissenschaften bekannt sind:
- eine kulturrelativistische Sichtweise, die sich bemüht, fremde Kulturen aus ihrem eigenen Kontext heraus zu verstehen, und eine universelle Ethik ablehnt. Den Vertretern einer universellen Ethik wird Ethnozentrismus vorgeworfen, d. h. die eigene, kulturell und historisch gebundene Sichtweise zum allgemeingültigen Maßstab zu erheben;
- eine konservative, an der eigenen Kultur orientierte Position;
- eine vermittelnde Position, die den beiden vorgenannten Perspektiven Einseitigkeit vorwirft: den Kulturrelativisten eine von Schuldgefühlen motivierte überzogene Identifikation mit den Kulturen, die sie nur als Opfer der „westlichen“ Industrieländer ansehe; den Konservativen eine autoritäre Position, die rücksichtslos über die Interessen anderer Gesellschaften hinweggehe. Gegenüber beiden wird die Notwendigkeit betont, in allen Kulturen auf eine weitere Zivilisierung, Pazifizierung und Demokratisierung zu drängen.

Nach einigen spektakulären Fällen im Milieu türkischer Migranten, die auch durch das Buch Die fremde Braut von Necla Kelek ins Bewusstsein der Öffentlichkeit getragen wurden, wurde über die Einführung eines besonderen Straftatbestands für Zwangsheirat diskutiert.

## Verbreitung der Zwangsheirat
Zwangsverheiratungen sind bis heute in islamischen und hinduistischen Gesellschaften verbreitet, aber auch aus jesidischen, buddhistischen und christlichen Umfeldern sind Fälle bekannt. Die Religion übernimmt in diesen Gesellschaften oft die Funktion, eine bestehende Tradition zu rechtfertigen; es gibt aber auch entgegengesetzte Tendenzen. Nur aus der Tradition heraus gibt es Zwangsverheiratungen im Gewohnheitsrecht einiger indigenen Völker wie beispielsweise den Kanak, wo der Clan bestimmt, wer wen heiratet, nicht die Ehepartner.

### Deutschland
In den Jahren 2017 bis 2019 wurden jeweils 74 bzw. 75 Fälle von Zwangsheirat polizeilich bearbeitet. Durch Befragung von Experten in deutschen Beratungs- und Schutzeinrichtungen konnten 2008 insgesamt 3.443 von Zwangsverheiratung Betroffene in 830 Beratungsstellen erfasst werden. Rund 60 % von ihnen drohte eine Zwangsverheiratung, in den übrigen Fällen war diese bereits vollzogen. Dabei wurde ein Teil mehrfach erfasst, weil schätzungsweise zwischen 14 und 43 % der Betroffenen mehrere Einrichtungen aufgesucht haben.
Der Berliner Arbeitskreis gegen Zwangsverheiratung ermittelte für das Jahr 2013 eine Zahl von 460 Fällen Zwangsverheiratung, die in Berlin bekannt geworden sind. Dazu kommt eine Dunkelziffer unbekannter Fälle.
In Mecklenburg-Vorpommern wurden 2014 fünf und 2015 vier Fälle von Zwangsverheiratung beraten. In Sachsen-Anhalt wurden von 2011 bis Anfang 2016 etwa einhundert von Zwangsverheiratung und ehrbezogener Gewalt bedrohte oder betroffene Mädchen und Frauen beraten und begleitet. Das Dunkelfeld wird jedoch als sehr hoch eingeschätzt, da viele Betroffene von ähnlichen Fällen im Bekanntenkreis berichten, die aus Angst vor einer Eskalation im Familienverband keine Hilfe und Unterstützung in Beratungsstellen suchen. Beim niedersächsischen Krisentelefon suchen im Durchschnitt jährlich 140 bis 150 Menschen Unterstützung. Zahlen über Mädchen und junge Frauen, aber auch Männer, die gegen ihren Willen verheiratet wurden, liegen nicht vor.

### Christliches Europa
Im mittelalterlichen Europa war die so genannte Muntehe, eine Form der Zwangsehe, unter Adligen die gebräuchlichste Form der Heirat. In zahlreichen Komödien von Molière, so zum Beispiel im Tartuffe, kommt die Zwangsheirat zur Sprache. Ein Einakter des französischen Autors, der 1664 uraufgeführt wurde, heißt sogar ausdrücklich Le mariage forcé („Die erzwungene Heirat“ – hier wird allerdings keine junge Frau, sondern ein alter Mann zur Heirat gezwungen). Die reine Liebesheirat, in der ökonomische und familiäre Gesichtspunkte nicht mehr die Hauptrolle spielen, wurde erst mit der Romantik im 19. Jahrhundert im Westen zum Ideal.
Unter besonderen Bedingungen hatten Frauen aber bereits im 18. Jahrhundert das Recht, eine aufgezwungene Ehe rückwirkend annullieren zu lassen, selbst wenn bereits Kinder geboren waren. 1748 schreiben Juristen des Heiligen Römischen Reiches:

„Wenn aber die Weibs-Person entweder bey der Trauung nein gesagt, item sie hat öffentlich geweinet, da sie zur Kirche gekommen, auch wohl gar gesagt, sie würde gezwungen, sie willigte nimmermehr in solche Ehe, und ist doch ohne rechtmäßige Ursache getrauet worden, oder sie ist nach der Trauung davon gelaufen, oder sie hat ihrem Manne die eheliche Pflicht versagt, item sich bey dem Unterleibe eingenehet, der Mann aber hat sie mit Gewalt gezwungen, und durch solche Gewalt den Beyschlaf erzwungen, oder die Eltern, Freunde und Anverwandten haben sie dazu gezwungen oder bedrohet, wenn sie solches nicht thäte, ihr allerhand Gewalt anzuthun, in demselben Falle, wenn sie auch gleich 2, 3 und mehr Jahre bei ihrem Mann gelebet, auch aus dem gewaltsamen Beyschlafe Kinder erzeuget hätte, ist noch die Ehe null und nichtig.“

### Islam

#### Überlieferung
Im Islam ist es eindeutig verboten, jemanden gegen seinen oder ihren Willen zu verheiraten. Mehrere Überlieferungen des Propheten Muhammad (Hadith), die rechtschulenübergreifend akzeptiert sind, belegen das Zustimmungsrecht insbesondere der Braut unabhängig davon, ob es sich um eine erste Eheschließung oder weitere Eheschließung (nach Scheidung oder Verwitwung) handelt oder ob die Braut als Minderjährige unter Vormundschaft steht.
Ob eine Zwangsverheiratung im Islam unter bestimmten Bedingungen erlaubt ist, wird von einzelnen Autoren allerdings kontrovers diskutiert. Bei der islamischen Ehe ist nach klassischer Rechtslehre ein Ehevormund (wali) für die Frau notwendig. Der Ehevertrag wird zwischen dem Ehevormund der Braut und dem Bräutigam geschlossen. Bei Vertragsabschluss ist die Anwesenheit zweier männlicher Zeugen vorgeschrieben. Ist der Ehevormund der Vater oder Großvater väterlicherseits, kann er nach der klassischen Lehre die Ehe als walī mudschbir im Falle, dass die Braut jungfräulich ist, d. h. im Fall der ersten Ehe, auch gegen den ausdrücklichen Willen der Frau schließen, wobei sich seine Entscheidung allerdings strikt an den Belangen der Frau zu orientieren habe.
Nach Meinung der Islamwissenschaftlerin Rita Breuer sei es im Islam verboten, Frauen gegen ihren Willen zu verheiraten. Die vor- als auch frühislamische Praxis sah wahrscheinlich – so der deutsche Islamwissenschaftler Harald Motzki – vor, dass Väter ihre jungfräulichen, als unmündig angesehenen Töchter ungeachtet ihrer Zustimmung verheirateten, während erwachsene Frauen keinen solchen Vormund benötigten, d. h. dahingehend selbstständig agierten.
In seinem Handbuch Islam aus dem Jahre 2005 stellt der deutsche Muslim Ahmad A. Reidegeld die oben beschriebene klassische Rechtslage als normatives Recht für Muslime dar, d. h., er anerkennt das Recht des wali mudschbir, die Braut auch gegen ihren ausdrücklichen Willen in die Ehe zu zwingen.
Maßgeblich ist die Systematisierung der verschiedenen Rechtsschulen, die wie oben beschrieben die Zwangsheirat in bestimmten Fällen erlauben. Im Gegensatz dazu stehende Hadithe, denen zufolge der Prophet auch Jungfrauen das Recht eingeräumt habe, einen Heiratsantrag abzulehnen. So heißt es in einem auf Mohammed zurückgeführten Ausspruch aus der Traditionssammlung des Al-Buchārī dahingehend wie folgt:

„Der Prophet (...) sagte: »Eine ältere Frau darf nur verheiratet werden, wenn dies mit ihr besprochen wurde. Und eine Jungfrau darf nur verheiratet werden, wenn sie der Heirat zustimmt.« Jemand fragte ihn: »O Gesandter Gottes, wie äußert eine Jungfrau ihre Zustimmung?« Er erwiderte: »Sie gibt dadurch ihr Jawort, daß sie schweigt.«“

Des Weiteren verzeichnet Buchari eine Überlieferung, der zufolge der Prophet die Ehe einer zur Heirat gezwungenen Frau ungültig gemacht habe. Ähnlich lautende Überlieferungen sind auch in den Sammlungen des Muslim ibn al-Haddschādsch, des Mālik ibn Anas, des Abū Dāwūd as-Sidschistānī als auch des an-Nasāʾī zu finden.

#### In modernen Staaten
In den meisten islamischen Staaten gibt es heute Gesetze, die die traditionellen Regelungen modifizieren oder ersetzen. In Staaten wie Saudi-Arabien wendet man klassische Ausformulierungen der Scharia, des islamischen Rechts an. Nach einem Rechtsgutachten Fatwa des stellvertretenden Justizminister ʿAbd al-ʿAzīz Āl asch-Schaich im Jahre 2005 ist die Zwangsehe nach saudischem Recht für verboten und unter Strafe erklärt worden, wobei keine konkrete Strafe festgelegt wurde.
In der Türkei beispielsweise, deren Recht nach europäischem Vorbild gestaltet wurde, sind Zwangsehen de iure verboten. Die Eheschließung in der Türkei durch Imame wird jedoch staatlicherseits nicht überprüft, so dass die Rechtswidrigkeit von Ehen mit minderjährigen Mädchen erst bei Schwangerschafts- und Geburtsproblemen öffentlich wird. Die gerichtliche Ahndung entspricht nicht den europäischen Strafrechtsnormen für Vergewaltigung und Verführung Minderjähriger.
Zur Verbreitung von Zwangsehen unter Muslimen in Deutschland gibt es verschiedene Schätzungen:
1. Eine Studie des Bundesministeriums für Familie, Senioren, Frauen und Jugend von 2004 sah aufgrund einer Befragung von 150 türkischen Migrantinnen Hinweise darauf, dass etwa 10 % dieser Personen in unfreiwillig eingegangenen Ehen leben; eine Verallgemeinerung auf die gesamte Personengruppe wegen der sehr kleinen Stichprobe abgelehnt.[25] Aus qualitativen Untersuchungen (etwa von Ahmet Toprak mit 15 türkischstämmigen Männern) sind gelegentlich höhere Schätzungen abgeleitet worden. Untersuchungen mit den Methoden der qualitativen Sozialforschung eignen sich zur vertieften Exploration von Einstellungen und Lebensweisen, nicht aber zur Schätzung der quantitativen Verbreitung. Nach Angaben des „Arbeitskreises Zwangsheirat“ waren 2007 allein in Berlin 378 Mädchen und Frauen von Zwangsheirat betroffen.[26]
2. In Ralph Ghadbans Studie Die Libanon-Flüchtlinge in Berlin über muslimische Libanesen sind alle untersuchten Ehen ausnahmslos arrangierte Ehen. Den Anteil der gegen den ausgesprochenen Willen der Frau geschlossenen Ehen konnte er nicht ermitteln; er vermutet einen nicht unerheblichen Teil.
3. Im November 2011 wurde eine vom Bund geförderte bundesweite Studie der Lawaetz-Stiftung (Hamburg) vorgestellt, die aus etwa 3500 Fällen Schlussfolgerungen zog (siehe unten).[27]

Bei den arrangierten Heiraten ebenso wie bei den Zwangsehen kannten sich die zukünftigen Ehepartner vorher nicht oder kaum, beispielsweise nur durch wenige Treffen unter Aufsicht der Familie. Die drei aufgeführten Studien geben als Hauptgrund für diese Form der Heirat die Angst der Familien vor „Ehrverlust“ an. Nur wenn die Frauen so früh wie möglich und ohne vorherigen Kontakt zu potenziellen Heiratskandidaten in die Ehe gingen, sei die Gefahr, dass sie vor der Ehe sexuelle Kontakte hatten, fast gebannt und damit die Ehre der Familie gesichert. Ähnlich äußert sich Werner Schiffauer in seinen frühen Arbeiten zu türkischen Migranten.
Bei einer häufig auftretenden Form der Zwangsverheiratung unter muslimischen Migranten werden junge – oft minderjährige – Frauen in den Ferien in ihr Heimatland geschickt und dort gegen ihren Willen verheiratet. Es ist auch nicht bekannt, wie viele Frauen von den 25.000 türkischen Frauen, die seit der Jahrtausendwende pro Jahr nach Deutschland kommen, um dort einen türkischen Mann zu heiraten, Opfer von Zwangsverheiratung sind. Ein bekannter Fall ist Esma Abdelhamid.
Gründe für diese Vorkommen sind vielschichtig:
1. Die Trauung im Ursprungsland ermöglicht dort lebender Verwandtschaft die Teilnahme an der Hochzeit.
2. Die Hochzeit im Ursprungsland ist preisgünstiger.
3. Braut oder Bräutigam wohnen im Ursprungsland und erhalten kein Visum oder nur unter Auflagen.
4. Eine Zwangsheirat ist nur im Ursprungsland möglich.

Terre des Femmes äußerte 2007 die Vermutung, dass in Deutschland jährlich mehr als 1000 Mädchen zwangsverheiratet und zu diesem Zweck ins Ausland – überwiegend die Türkei, aber auch Libanon, Syrien, Kosovo, Iran und Irak – gebracht oder verschleppt werden. Eine britische Untersuchung von 2009 kam zu dem Ergebnis, dass es entgegen der öffentlichen Meinung, Zwangsheirat fänden fast ausschließlich in muslimischen (oder südasiatischen) Gemeinden statt, auch in anderen religiösen Gemeinden in Großbritannien regelmäßig zu Zwangsheiraten kommt. Auch in Österreich, insbesondere in Wien, steigt die Zahl der von Zwangsheirat bedrohten Mädchen und jungen Frauen stetig an. So berichtet der mit der Betreuung der Opfer befasste Verein Orient Express im Jahr 2020, dass mittlerweile ein Großteil der Betroffenen minderjährige Mädchen sind: „Die Klientinnen, die sich an uns wenden, werden immer jünger. Früher waren 70 % volljährig und 30 % minderjährig. Jetzt ist es genau umgekehrt“.
In Kirgistan ist die Zwangsheirat im Zusammenhang mit dem sogenannten „Brautraub“ (Ala Kachuu) verbreitet, wobei eine Frau gegen ihren Willen entführt und verheiratet wird, oft mit einem ihr komplett unbekannten Mann. Häufig geschieht die Entführung unter Mitwirkung der eigenen Familie und der des Bräutigams. Ala Kachuu ist in Kirgistan verboten.

### Hinduismus
Die 2000 Jahre alte Manusmriti ist der wichtigste hinduistische Text für soziale Regeln wie das Kastensystem, Rituale und die Heiratsregeln. Bei dem oft mit „Gesetzbuch des Manu“ wiedergegebenen Text handelt es sich jedoch nicht um ein Gesetzbuch, sondern um eine Beschreibung des gesellschaftlichen „Soll-Zustandes“ aus brahmanischer Sicht (siehe auch Rolle der Frau im Hinduismus).
Es werden acht Formen der Heirat beschrieben, von denen der Brahma-Ritus als die ideale Form beschrieben wird: „Die Gabe einer Tochter, geschmückt (mit kostbarem Kleidern) und sie ehrend (mit Schmuck), an einen gebildeten Mann, der den Veda studiert hat und gutes Benehmen hat, den der Vater selbst einlädt, wird der Brahma-Ritus genannt“ (MS III.27).
Zwei Heiratsformen werden als nicht dem Dharma entsprechend bezeichnet. Dazu gehört der Rakshasa-Ritus (Rakshasa, Dämon): „Die gewaltsame Entführung eines Mädchens aus ihrem Zuhause, während sie schreit und weint, nachdem ihre Verwandten erschlagen und verwundet wurden und das Haus aufgebrochen wurde, wird der Rakshasa-Ritus genannt“ (MS III.33). Abgelehnt wird außerdem der Pisaka-Ritus: „Wenn ein Mann durch List ein Mädchen, das schläft, berauscht oder geistesgestört ist, verführt, wird dies der sündenvolle Pisaka-Ritus genannt“ (MS III.34).
Die Variante, dass eine Braut gegen den Willen der Eltern verheiratet wird, findet jedoch im Text keine Erwähnung.

## Ursachen von Zwangsheirat
Mögliche Motive der beteiligten Akteure sind:
- materielle Interessen, da häufig Brautgeld gezahlt wird
- Söhne und Töchter die in europäisch geprägten Ländern aufgewachsen sind und durch Heirat mit einem Partner aus dem Herkunftsland der Eltern „diszipliniert“ und stärker auf die Normen der Herkunftskultur verpflichtet werden sollen
- Angst der Familien vor dem Verlust der Ehre
- Erlangung eines Aufenthaltstitels in einem EU-Land
- „Bekämpfung“ von Homosexualität

Feministische Positionen sehen Zwangsheirat als typischen Ausdruck patriarchaler Machtverhältnisse und des männlichen Interesses an der Kontrolle der Gebärfähigkeit der Frau.
Soziobiologische Positionen sehen, ähnlich wie feministische Positionen, jedoch über sie hinausgehend, die Ursache von Zwangsheirat in der Konkurrenz zwischen männlichen und weiblichen Individuen, die in jeder Spezies bestehe. Dabei werde um die Chancen zur Fortpflanzung der eigenen Gene konkurriert. Je nach Spezies ist die Machtbalance zwischen den Geschlechtern unterschiedlich: Mal haben die Weibchen, mal die Männchen die stärkere Position. Bei Menschen ist jedoch die Sozialstruktur – und damit die Machtbalance zwischen den Geschlechtern – nicht genetisch fixiert; aufgrund unserer besonderen biologischen Ausstattung findet ein ständiger sozialer Wandel (Soziokulturelle Evolution) statt. Diese kann je nach Gesellschaft unterschiedlich verlaufen. Im Verlauf dieses Wandels kommt es zu Konflikten zwischen Kulturen mit unterschiedlicher Machtverteilung zwischen den Geschlechtern.

## Umgang mit Zwangsheirat

### Auf individueller Ebene
Teils entschließen sich von Zwangsheirat Bedrohte dazu, unterzutauchen, um sich dem Zugriff der Familie zu entziehen. In westlichen Staaten besteht die Möglichkeit, einen Zufluchtsort wie ein Frauen- oder Männerhaus aufzusuchen und dort Unterstützung durch Jugend- oder Sozialämter und Hilfsorganisationen zu erhalten und der Zwangsheirat zu entgehen. In Einzelfällen kommt es vor, dass die von Zwangsheirat bedrohte Person in ein Opferschutzprogramm aufgenommen wird, um sie seitens des Staates vor einem gewaltbereiten Partner oder Familienmitglied zu schützen.
Eine Flucht vor Zwangsheirat kann unter Umständen, wenn der Staat vor derartigen Übergriffen keinen Schutz bieten kann oder will, als geschlechtsspezifische Verfolgung einen Grund für eine Anerkennung als Flüchtling oder die Gewährung von Asyl darstellen.
Beratung, Schutz und Hilfe bei drohender Zwangsheirat wird in Deutschland zum Beispiel durch die Organisation Papatya bereitgestellt.

### Auf globaler Ebene
Verschiedene Nichtregierungsorganisationen versuchen, die Vereinten Nationen (UN) von einem Vorgehen gegen Zwangsheirat zu überzeugen. In einer Reihe von internationalen Abkommen wird die Zwangsverheiratung geächtet:
- Die Praxis der Zwangsehe verstößt gegen Artikel 16 Absatz 2 der Allgemeinen Erklärung der Menschenrechte der Vereinten Nationen: „Eine Ehe darf nur bei freier und uneingeschränkter Willenseinigung der künftigen Ehegatten geschlossen werden.“
- Artikel 10 des Internationalen Pakts über wirtschaftliche, soziale und kulturelle Rechte besagt: „Eine Ehe darf nur im freien Einverständnis der künftigen Ehegatten geschlossen werden“.
- Die UN-Konvention zur Beseitigung jeder Form von Diskriminierung der Frau von 1979 gewährt „gleiches Recht auf freie Wahl des Ehegatten sowie auf Eheschließung nur mit freier und voller Zustimmung“.
- Das Übereinkommen des Europarats zur Verhütung und Bekämpfung von Gewalt gegen Frauen und häuslicher Gewalt (Istanbulkonvention) verpflichtet die Vertragsstaaten in Artikel 32, die Anfechtbarkeit, Nichtigerklärung oder Auflösung einer unter Zwang geschlossenen Ehe zu ermöglichen. Sie verpflichtet sie zudem in Artikel 37, vorsätzliches Verhalten, durch das eine erwachsene Person oder ein Kind zur Eheschließung gezwungen oder zum Zweck einer erzwungenen Eheschließung ins Ausland gelockt wird, unter Strafe zu stellen.[36]

2007 erhielt die amerikanische Fotografin Stephanie Sinclair den Preis des internationalen Wettbewerbs „UNICEF-Foto des Jahres“. Ihre Aufnahme zeigt ein Brautpaar in Afghanistan. Der Bräutigam Mohammed wirkt mit 40 Jahren wie ein alter Mann, die Braut Ghulam ist gerade mal 11 Jahre alt. UNICEF-Schirmherrin Eva Luise Köhler sagte bei der Preisverleihung in Berlin: „Das UNICEF-Foto des Jahres 2007 macht uns auf ein weltweites Problem aufmerksam. Millionen Mädchen werden noch im Kindesalter verheiratet – ein selbstbestimmtes Leben bleibt den meisten dieser Kinderbräute für immer verwehrt“.
Nach UNICEF-Angaben leben weltweit mehr als 60 Millionen junge Frauen, die verheiratet wurden, bevor sie volljährig wurden, die Hälfte davon in Südasien.

### In Europa
Der Europarat forderte im Oktober 2005 staatliches Vorgehen gegen Kinderehen und Zwangsheirat. Das Problem bestehe nach Auffassung der konservativen Berichterstatterin für den Europarat, Rosmarie Zapfl-Helbling aus der Schweiz, in erster Linie in Einwanderergemeinschaften.
Auch in Deutschland und der Schweiz werden Frauen, um eine Zwangsheirat zu bewirken, eingesperrt und misshandelt.
Besonders häufig sind so genannte Ferienverheiratungen, die während Urlaubsreisen in die Heimatländer erfolgen. Im Frühjahr 2008 initiierten die Berliner Volkshochschulen eine Aufklärungsaktion gegen Zwangsheirat („Ferienbräute – nicht mit uns“). In der Schweiz wurden im Haus der Religionen mehrfach Zwangsehen vollzogen. Staatliche wie zivilgesellschaftliche Organisationen unterhalten Beratungsangebote für von Zwangsheirat Betroffene. Voraussetzung dafür ist allerdings, dass die Betroffene, so sie überhaupt der gemeinsamen Behausung entkommen konnte, sich trotz evtl. körperlicher Einschränkung infolge einer körperlichen Auseinandersetzung verständlich machen kann.
Politische Forderungen betreffen einen Ausbau der Opferhilfe genauso wie ein höheres Strafmaß und eine konsequentere Verfolgung. Andere Positionen lehnen eine Politisierung des Problems ab, sondern fordern geeignete Vermittler (Mediatoren), die in betroffenen Familien zwischen Eltern und Kinder vermitteln können. In Deutschland ist Zwangsverheiratung nach § 237 StGB strafbar und kann so teilweise bekämpft werden.
In Österreich richtete das Bundesministerium für Gesundheit und Frauen (BMGF) 2006 eine Meldedatenbank ein, in der Ärzte, Pädagogen, Sozialarbeiter, Polizisten, Staatsanwälte und andere Personen insbesondere auch Fälle von Zwangsheirat zu melden haben.
Frankreich verschob 2005 die Altersgrenze für eine Heirat bei Frauen auf 18 Jahre, um Minderjährige vor Zwangsehen zu schützen.
Im Vereinigten Königreich Großbritannien und Nordirland bestehen einheitliche Leitlinien für die Polizei, die Schule und die Sozialarbeit, wie im Falle drohender Zwangsheirat vorzugehen ist. Es gibt eine zentrale Anlaufstelle für Betroffene oder Bedrohte sowie eine 24-Stunden-Hotline der Hilfsorganisation Karma Nirvana.

#### In Deutschland
In Deutschland steht das Erzwingen einer Ehe unmittelbar unter Strafe, § 237 StGB. Des Weiteren können im Zusammenhang mit einer Zwangsheirat weitere Straftatbestände verwirklicht werden, z. B. Freiheitsberaubung, Geiselnahme, Körperverletzung, Menschenhandel, Verschleppung oder Vergewaltigung. Eine Studie des Bundesfamilienministeriums aus dem Jahre 2011 geht von mindestens 3400 Betroffenen in Deutschland aus, wobei nur die 615 Rückmeldungen der insgesamt 1445 deutschen Beratungsstellen berücksichtigt werden konnten.
Die Zwangsheirat wurde seit dem 19. Februar 2005 als Regelbeispiel einer besonders schweren Nötigung in § 240 Abs. 4 Nr. 1 StGB durch das Gesetz vom 11. Februar 2005 (BGBl. I S. 239) definiert. Diese lag „in der Regel vor, wenn der Täter eine andere Person […] zur Eingehung der Ehe nötigt“. Die Regelung sah eine Freiheitsstrafe von sechs Monaten bis zu fünf Jahren vor.
Dennoch gab es seitdem ständige Bemühungen, Zwangsheiraten durch eine eigenständige Strafnorm zu sanktionieren. So betrieb 2006 der baden-württembergische Justizminister und Integrationsbeauftragte Ulrich Goll (FDP) eine Bundesrats-Gesetzesinitiative. Diese sollte Zwangsverheiratung mit Freiheitsstrafe von sechs Monaten bis zu zehn Jahren belegen und alle Formen der Zwangsheirat unter Strafe stellen. Dieser Gesetzesinitiative ging die Fachtagung „Zwangsheirat – Maßnahmen gegen eine unehrenhafte Tradition“ mit Serap Çileli und Terre des Femmes am 13. Oktober 2003 voraus.
Die Beratungen wurden im Februar 2010 durch einen Gesetzentwurf des Bundesrates erneut auf den Weg gebracht. Der Gesetzentwurf sah für „Zwangsverheiratung“ einen eigenständigen Straftatbestand vor. Dieser sollte sich an die Tatbestände der Nötigung, des Menschenhandels und der Verschleppung anlehnen. Bestraft werden sollte auch, wer eine Frau durch List, Gewalt oder Drohung ins Ausland bringt und sie dort zur Heirat zwingt. Zudem sollte die Stellung der Opfer im Privatrecht gestärkt werden. Geplant war eine von einem auf drei Jahre verlängerte Antragsfrist für die Aufhebung der Zwangsehe. Im Ausland begangene Taten sollten nach deutschem Recht verfolgt werden können, wenn das Opfer ständig in Deutschland wohnt. Die Verjährungsfrist sollte erst beginnen, wenn die Opfer volljährig werden. Am 27. Oktober 2010 beschloss die Bundesregierung, dass für die Zwangsheirat ein eigener Straftatbestand geschaffen werden sollte. Anstifter von Zwangsehen sollten mit Haft bis zu fünf Jahren bestraft werden.
Am 17. März 2011 verabschiedete der Bundestag das „Gesetz zur Bekämpfung der Zwangsheirat und zum besseren Schutz der Opfer von Zwangsheirat sowie zur Änderung weiterer aufenthalts- und asylrechtlicher Vorschriften“. Die seit 2005 existierende Regelung zur Bestrafung der Nötigung zur Zwangsheirat wurde inhaltsgleich von § 240 StGB in § 237 StGB übernommen. Tatbestand und Strafandrohung (Freiheitsstrafe 6 Monate bis 5 Jahre) blieben unverändert. Die neue Regelung stellt zusätzlich klar, dass ebenso bestraft wird, wer einen anderen Menschen, um ihn zur Eingehung der Ehe zu nötigen, durch List, Gewalt oder Drohung ins Ausland bringt oder veranlasst, sich dorthin zu begeben, oder davon abhält, von dort zurückzukehren. Schließlich wurde die Antragsfrist zur Aufhebung der Zwangsehe im Bürgerlichen Gesetzbuch von einem auf drei Jahre verlängert (§ 1317 Abs. 1 Satz 1 BGB).
Die Verjährungsfrist dauert fünf Jahre (§ 78 Absatz 3 Nr. 4 StGB). Der Lauf der Verjährungsfrist für Zwangsheirat beginnt gemäß § 78b StGB erst ab der Vollendung des 30. Lebensjahres des Opfers; bei älteren Opfern mit Beendigung der Tat.
Seit 27. Januar 2015 können nach § 5 Nr. 6 Buchstabe c StGB auch im Ausland begangene Taten unabhängig vom Recht des Tatorts bestraft werden, wenn der Täter zur Zeit der Tat Deutscher ist oder wenn die Tat sich gegen eine Person richtet, die zur Zeit der Tat ihren Wohnsitz oder gewöhnlichen Aufenthalt im Inland hat (seit 1. Oktober 2023 auch, wenn der Täter Ausländer ist, aber seine Lebensgrundlage in Deutschland hat).
Ein Familiennachzug ist nach § 27 Aufenthaltsgesetz im Fall der Zwangsehe nicht zulässig. Durch § 37 Abs. 2a Aufenthaltsgesetz erhalten Opfer von Zwangsheirat, die von der Rückkehr nach Deutschland abgehalten wurden, ein Wiederkehrrecht, wenn gewährleistet erscheint, dass das Opfer „sich auf Grund seiner bisherigen Ausbildung und Lebensverhältnisse in die Lebensverhältnisse der Bundesrepublik Deutschland einfügen kann“ und das Visum zur Rückkehr nach Deutschland oder die Aufenthaltserlaubnis „innerhalb von drei Monaten nach Wegfall der Zwangslage, spätestens jedoch vor Ablauf von zehn Jahren seit der Ausreise“ beantragt.
Verlängert wurde im Gegenzug die Mindestbestandszeit für ein eigenständiges (von der Ehe unabhängiges) Aufenthaltsrecht nach Deutschland zugezogener ausländischer Ehepartner von zwei auf drei Jahre (Änderung § 31 Aufenthaltsgesetz). Die im Gesetzgebungsverfahren angehörten Juristen-, Migranten- und Wohlfahrtsverbände lehnten aus diesem Grund das Gesetz zur Bekämpfung der Zwangsheirat durchweg ab, da es die Abhängigkeit der Opfer von ihrem Ehepartner noch verlängere. Nachdem das Gesetz am 15. April 2011 den Bundesrat passiert hatte, trat es am 1. Juli 2011 in Kraft.
Im November 2011 wurde eine vom Bund geförderte bundesweite Studie Zwangsverheiratung in Deutschland vorgestellt. Die Studie erfasste 3.443 Menschen, die eine Beratung zum Thema Zwangsheirat wahrgenommen haben. Dabei wird eingeräumt, dass sich manche Personen an mehrere Beratungsstellen gewandt haben könnten, weshalb die tatsächliche Zahl wohl geringer sei. In 60 % wurde Hilfe wegen einer angedrohten Zwangsverheiratung gesucht, bei wie vielen von ihnen diese dann vollzogen wurde, bleibt unklar. Nach der Veröffentlichung der Studie warf eine Gruppe Sozialwissenschaftler in der Süddeutschen Zeitung der Familienministerin Kristina Schröder vor, durch ihre Forderung in einem FAZ-Gastbeitrag, dass „manche traditionelle Wurzeln endgültig durchtrennt“ werden müssten, anti-muslimische Ressentiments geschürt zu haben. Schröder habe nach Auffassung der Wissenschaftler die Ergebnisse der Studie „schlichtweg falsch“ wiedergegeben. Unter anderen habe sie „angedrohte Straftaten mit tatsächlich stattgefundenen gleichgesetzt“ und aufgrund nicht belastbar ermittelter Daten die Behauptung aufgestellt, dass 83,4 % der Betroffenen muslimische Eltern hätten. Daraufhin gab die Bundesfamilienministerin bekannt, dass sie nicht gewillt sei, die Ergebnisse der Studie zu „verharmlosen, verschleiern oder umdeuten zu lassen“. Unterstützung erhält Familienministerin von Frauenrechtlerinnen wie Serap Çileli, die sich seit über 12 Jahren für die Rechte muslimischer Frauen einsetzt, und Sabatina James, welche 2006 ihre Hilfsorganisation Sabatina e. V. für die Gleichberechtigung muslimischer Frauen ins Leben gerufen hat und Botschafterin der Frauenrechtsorganisation Terre des Femmes ist.
Terre des Femmes fordert im Zusammenhang mit Zwangsehen die Reformierung des Personenstandsgesetzes, insbesondere die Wiedereinführung des im Jahr 2009 abgeschafften Verbots der religiösen Voraustrauung.

### In Ozeanien
In Australien steht die Zwangsverheiratung seit 2013 unter Strafe. 2024 erfolgte erstmals die Bestrafung des Ehemanns und der Mutter einer zwangsverheirateten Frau, nachdem diese vom Ehemann 5 Monate nach der Heirat getötet wurde.

### In Asien und Afrika
In Südasien und Afrika südlich der Sahara lebt der weltweit höchste Anteil an Mädchen, die ohne Zustimmung noch vor ihrer Volljährigkeit verheiratet werden. Aber immer noch werden beispielsweise in Malawi Mädchen häufig schon mit zwölf oder 13 Jahren verheiratet. „Vows of Poverty“, eine von CARE in Auftrag gegebene Studie zu Zwangsheirat, zeigt, dass allein in 26 Ländern eine Zwangsheirat für Mädchen wahrscheinlicher ist als ein weiterführender Schulbesuch. Auf dieser Liste stehen Tansania, Afghanistan, Sierra Leone, Elfenbeinküste, Madagaskar, Äquatorialguinea, Bangladesch, Mauretanien, Senegal, Guinea-Bissau, Eritrea, Uganda, Nigeria, Malawi, Libyen, Mali, Angola, Guinea, Äthiopien, Mosambik, Burkina Faso, Somalia, Südsudan, Zentralafrikanische Republik, Tschad und Niger. Absolut erfolgen die meisten Zwangsverheiratungen immer noch in Indien und in Pakistan, wenn auch die Zwangsheirat dort aufgrund staatlicher Verbote deutlich zurückgegangen ist.
Die Berufungskammer des Sondergerichtshofes für Sierra Leone hat am 22. Februar 2008 in einer Entscheidung im Rahmen des Verfahrens gegen die bewaffnete Gruppe Armed Forces Revolutionary Council (AFRC) Zwangsheirat als eigenständiges Verbrechen gegen die Menschlichkeit anerkannt, das von der sexuellen Sklaverei ebenso wie von aus traditionellen Gründen arrangierten Ehen zu unterscheiden sei. Das Gericht definierte darüber hinaus in seiner Entscheidung die Voraussetzungen, die für eine Strafbarkeit der Zwangsheirat vorliegen müssen.

## Dokumentarfilme
- 2010: Nima Sarvestani: Ich war 50 Schafe wert. Mädchenhandel in Afghanistan. Schweizer Radio und Fernsehen, Schweiz 2010 (53 Minuten; Mädchenhandel und Zwangsheirat anhand von Einzelschicksalen; Video auf YouTube).
- 2005: Rita Knobel-Ulrich: Der Tag, als ich meiner Hochzeit entkam. Die Flucht einer versprochenen Braut. Hessischer Rundfunk, Deutschland 2005 (45 Minuten; Programminfo).
- 2005: Renate Bernhard, Sigrid Dethloff: Iss Zucker und sprich süß. Zwangsheirat, die so genannte Familienehre und ihre Opfer. CouRage, Deutschland 2005 (55 Minuten; fünf Einzelschicksale; Info).
- 2004: Bettina Haasen: Fremde Liebe. Gebrueder Beetz Filmproduktion, Deutschland 2004 (52 Minuten; ein Tuaregmädchen in Westafrika in den letzten Stunden vor ihrer arrangierten Hochzeit; Info und Vorschau in gebrueder-beetz.de).
- 1918: Sigmund Weinberg, Fuat Uzkinay: Himmet Ağanın İzdivacı. Deutsch: Die Heirat des Himmet Aghas. Merkez Ordu Sinema Dairesi Prod., Osmanisches Reich 1918 (Stummfilm nach dem Stück Le Mariage forcé „Die Zwangsheirat“ des französischen Dramatikers Molière von 1664).